# Remedello
Remedello (AFI: /remeˈdɛllo/; Remedél in dialetto bresciano) è un comune italiano di 3 439 abitanti della provincia di Brescia in Lombardia. È suddiviso in due frazioni: Remedello Sopra, sede comunale, e Remedello Sotto. Entrambe furono municipalità autonome fino al 1927, quando confluirono nell'attuale istituzione.

## Geografia fisica
Il territorio di Remedello è pianeggiante e appartenente geologicamente alla Bassa padana, formato dai depositi alluvionali del Chiese. Questo fiume passa a oriente delle due frazioni remedellesi, separando il territorio comunale da quello di Acquafredda e, parzialmente, da quello di Casalmoro. A meridione il territorio è percorso dalla seriola Asolana che nasce ad Isorella e defluisce nel Chiese ad Asola.
- Classificazione sismica: zona 4 (sismicità molto bassa)[5].

## Origini del nome
Secondo il Mazza (1986) l'origine del nome è controversa: si ipotizza derivi dal latino Rus Metelli o da Ramus (ramo) da quale poi si sarebbe tramutato in ramet-ellum.

## Storia
I primi insediamenti risalgono all'Età del Rame. Presso la località Dovarese è stata rinvenuta una necropoli risalente al IV e al III millennio a.C., la cui ricchezza e numerosità dei reperti ha fatto sì che la cultura a cui essa appartiene è stata denominata di Remedello.
Anche le epoche successive risultano documentate. A Dovarese sono stati trovati dei reperti appartenenti alla cultura del vaso campaniforme, più precisamente risalenti ad un periodo tra il 2000 e 1800 a.C., mentre il particolare ritrovamento del ripostiglio di asce in bronzo a Remedello Sopra risulta appartenente al Bronzo antico (1800-1500 a.C.). Nei pressi del confine con Asola sono stati rinvenuti reperti del Bronzo medio (1500-1300 a.C.).
Risultano assenti le epoche del cosiddetto Bronzo tardo (XIII secolo a.C.) e del Bronzo finale (XII-X secolo a.C.), sebbene esistano documentazioni nei comuni vicini. Sono infine stati trovati degli insediamenti di epoca gallica e romana, grazie all'iniziativa di metà anni ottanta del XIX secolo del coadiutore della parrocchia di Asola, don Luigi Ruzzenenti, e di studiosi come Chierici e Bandieri. Nella località di Sotto sono attestate tracce di quattro ville o edifici rustici uno dei quali, in località San Giovanni, fu distrutto nel III secolo a causa di un incendio.
Di epoca longobarda sono stati infine trovati dei reperti datati V e VI secolo, mentre in epoca carolingia (VIII e XI secolo) risulta che i terreni del luogo erano di proprietà del monastero di Leno e di quello di Acquanegra. In seguito il Vescovo di Brescia assoggettò la pieve di San Donato sia a livello spirituale sia a livello feudale, tanto che nel 1194 l'abate di Leno, tal Gonterio, portò a processo la diocesi con l'obiettivo di recuperare beni e diritti su gran parte della Bassa bresciana, compreso la chiesa remedellese.
A partire dal 1218, Remedello compare più volte nel Liber Potheris del comune di Brescia: dotato di castrum era d'importanza strategica per il controllo dei confini con il mantovano.
Nell'estimo visconteo del 1385 viene citato come appartenente alla quadra di Asola. Tuttavia è attestata nel secolo XIV la sua tributarietà nei confronti dei Gonzaga: nel 1427 il castello remedellese fu occupato dal Carmagnola. La comunità fece giuramento di fedeltà alla Repubblica di Venezia la quale tuttavia cedette il territorio a Francesco Gonzaga il quale lo aveva reclamato motivandone l'appartenenza storica alla giurisdizione asolana.
Per due secoli fu conteso fra Venezia e Mantova, come tutto l'asolano: durante il dominio della Serenissima i due abitati fecero parte della quadra di Asola come è attestato anche dal Catastico bresciano di Da Lezze (1610) e dall'Estimo Mercantile del Territorio (1750).
Entrate a far parte della provvisoria Repubblica Bresciana (marzo 1797), con il Decreto 1º maggio 1797 Remedello di Sopra e Remedello di Sopra furono considerate municipalità separate all'interno del cantone del Clisi; questo inquadramento fu poi mantenuto con il passaggio al Dipartimento del Mella della Cisalpina (novembre 1797).
Nel maggio dell'anno seguente, i due comuni furono inseriti nel Distretto di Gottolengo, poi di Caccia Libera, del dipartimento del Mella. Dopo la breve parentesi dell'occupazione austro-russa (1799-1800), durante la seconda repubblica cisalpina si procedette ad un riassetto amministrativo (maggio 1801) che si mantenne anche durante la napoleonica Repubblica Italiana: le due municipalità remedellesi furono affidate al Distretto III di Verola Alghise del Dipartimento del Mella.
Con la tramutazione dello Stato in Regno si procedette ad un'altra riorganizzazione amministrativa. Nel giugno 1805 i due comuni furono inseriti nel Cantone II di Leno a sua volta appartenente al Distretto III di Verolanuova del Dipartimento del Mella. Nel 1810 Remedello di Sotto fu soppresso e il suo territorio fu incorporato in quello di Remedello di Sopra. A sua volta il nuovo comune fu inserito nel cantone V di Montechiaro del distretto I di Brescia.
Dopo l'assegnazione dei territori del bresciano al Regno Lombardo-Veneto a seguito del Congresso di Vienna, Remedello di Sotto riottenne la municipalità autonoma. I due comuni furono compresi all'interno del Distretto IV di Montechiaro della provincia di Brescia.
Dopo gli eventi della seconda guerra d'indipendenza italiana e il Decreto Rattazzi (1859), i due comuni remedellesi entrarono a far parte del Regno di Sardegna (dal 1861, Regno d'Italia). Furono inquadrati nel Mandamento II di Montechiaro del Circondario V di Castiglione della nuova provincia di Brescia.
Durante gli ultimi decenni del XIX secolo, i due comuni furono al centro di alcune attività di miglioramento della produzione agraria. Nel 1895 a Remedello Sopra Padre Piamarta e don Giovanni Bonsignori fondarono la Colonia Agricola Bresciana in cui fu sperimentato il principio di Stanislao Solari sulla rotazione delle colture di leguminose allo scopo di favorire l'azotofissazione. Tobia Bresciani, invece, collaborò con Ottorino Villa a Remedello Sotto e progettò un canale per lo sfruttamento delle acque del Chiese.
Nel 1927, con Regio Decreto 11 dicembre 1927, n. 2479, le due municipalità furono soppresse e i loro territori furono assegnati al nuovo comune di Remedello.

### Simboli
Lo stemma, concesso con Decreto del presidente della Repubblica del 13 dicembre 2011, si blasona:
(D.P.R. 13 dicembre 2011)
L'emblema civico elaborato nel 2011 vuole riunire i simboli delle comunità che formarono il comune nel 1928. Remedello di Sopra dal XV secolo aveva nello scudo un ramo di quercia — riferimento alla possibile origine del nome Rametelli da ramus, "ramo" — accantonato dalle iniziali R e S. Col passare dei secoli venne rappresentato un albero intero. Remedello di Sotto, pur privo di riconoscimento ufficiale, aveva come proprio simbolo tradizionale l'immagine di uno o due alberi di olmo.
Il gonfalone è un drappo partito di verde e di bianco.

La bandiera è un drappo partito di bianco e di verde, all'albero metà quercia e metà olmo, sradicato, dell'uno all'altro, la metà quercia ghiandifera di cinque, d'oro.

## Monumenti e luoghi d'interesse

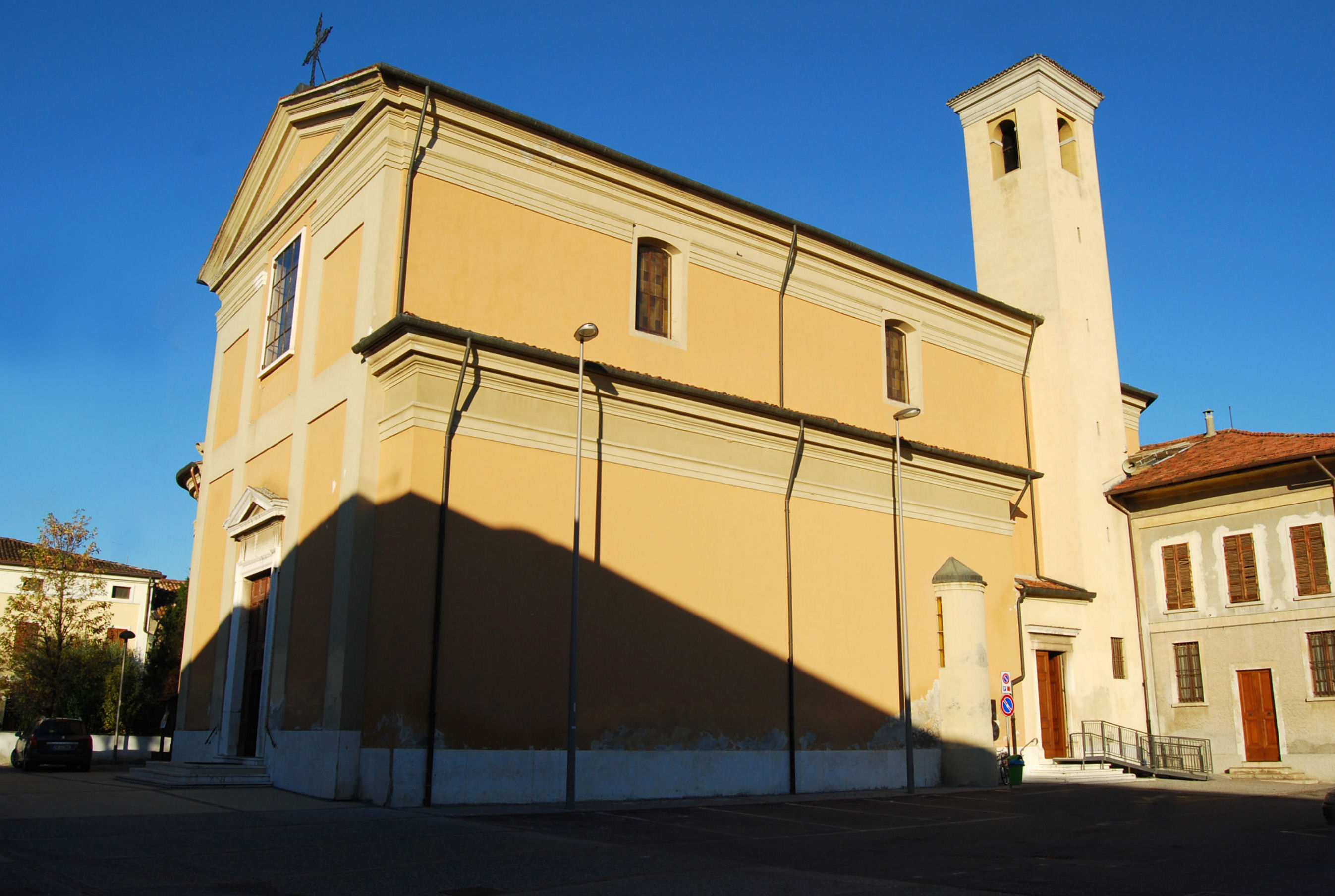
Remedello Sopra: chiesa parrocchiale

### Remedello Sopra
- Castello: stando al Catasto Napoleonico del 1808 che ne riportava i confini, il fortilizio aveva pianta quadrata. Di esso, oggi rimane solo la torre in muratura posta laddove c'era l'ingresso.
- Chiesa di San Lorenzo: parrocchiale costruita nel 1601 al posto di un precedente edificio ecclesiale a sua volta edificato nel Cinquecento. All'interno è presente una pala dedicata a san Lorenzo, patrono della frazione, opera di un allievo del Tiziano. La pala dedicata alla Madonna con Gesù Bambino in grembo assieme ai santi Giuseppe, Agnese, Sebastiano e Quirino proviene invece dalla chiesa della Disciplina: è incorniciata da una soasa in legno laccato.
- Chiesa della Disciplina: costruita nel Quattrocento dalla confraternita del Rosario e poi passata a quella dei Disciplini nel Cinquecento. Subì trasformazioni negli anni ottanta del XVIII secolo. Gli interni sono attribuiti a Lamberto Orazio de Rossi che dipinse episodi del Nuovo Testamento tra cui una copia dell'Ultima Cena leonardesca. Dal 1975 è la sede del Museo civico archeologico di Remedello.
- Santuario dei morti del Gandino: è dedicato alla Maternità della Beata Vergine Maria. Fu costruito nel XVIII secolo come ex voto per la peste del 1630[7].

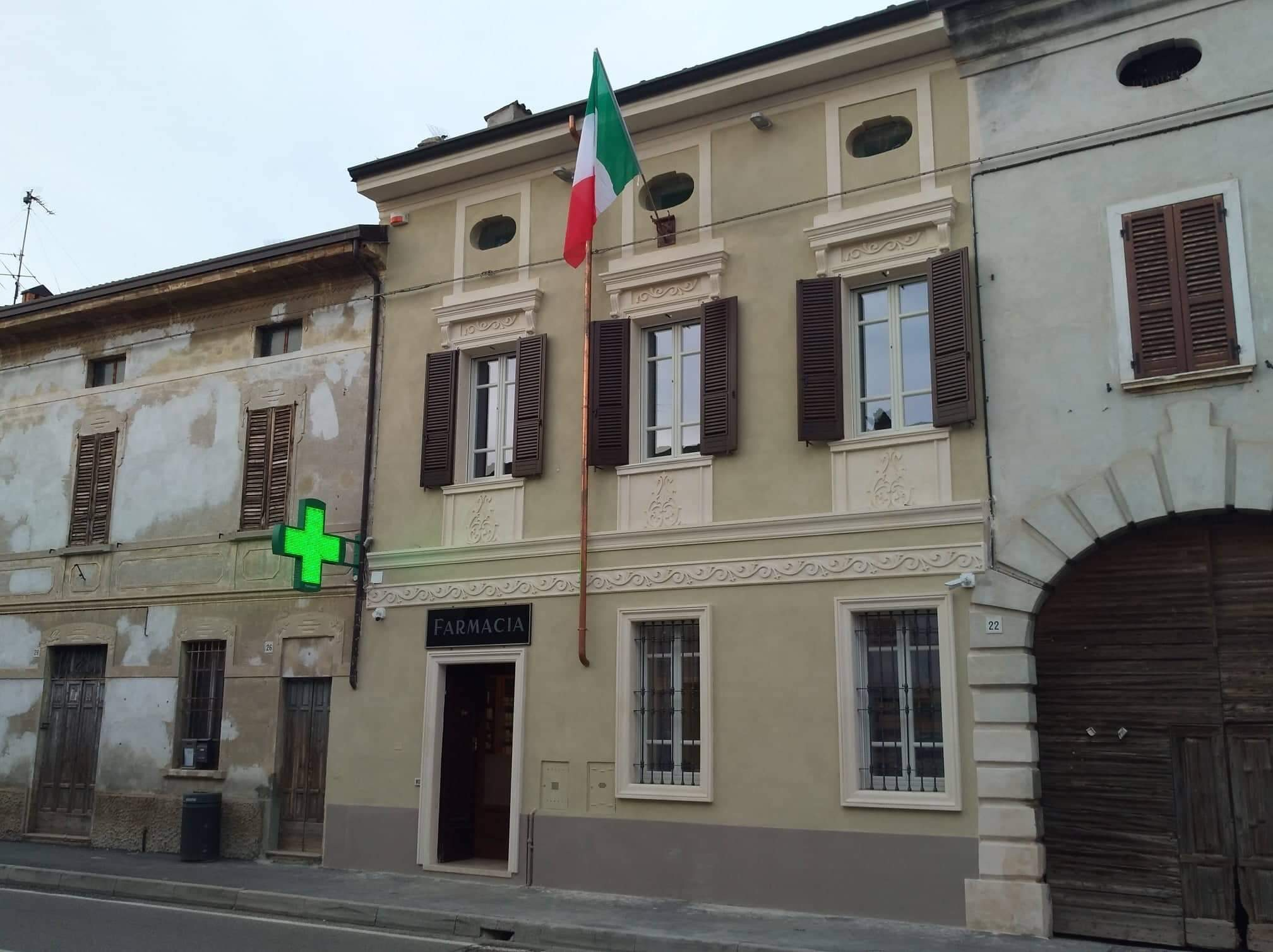
Remedello Sopra: Farmacia Galassi 2019

- Farmacia Galassi: situata in via Roma 24, la farmacia venne aperta nel 1972 da Cesare Galassi. È stato tuttavia il figlio, lo storico farmacista Ferruccio Galassi che nei suoi 59 anni di fedele servizio l'ha resa famosa. Al momento è gestita da Giorgio Tomasoni, amico e socio. La farmacia ha ricevuto il titolo di negozio storico nel 2017.

### Remedello Sotto
- Chiesa di San Donato: parrocchiale costruita nel 1744 sulla precedente pieve e dedicata a san Donato patrono della frazione[7].
- Farmacia Comunale della Piazza: sita in piazza Feltrinelli 3 nei locali della storica Cascina Piazza di proprietà dal 1938 dalla famiglia Fracassi. La Cascina Piazza, edificata agli inizi del XX secolo, è da sempre centro d'aggregazione per la comunità locale. L'attuale discendente della famiglia Fracassi, il signor Augusto detto Luigi, è riconosciuto dalla stampa locale quale abile intagliatore amatoriale di legno da sempre attivo nelle attività ludico didattiche nel locale oratorio.
- Necropoli di Remedello Sotto.

## Società

### Evoluzione demografica
Abitanti censiti

### Lingue e dialetti
Nel territorio di Remedello, accanto all'italiano, è parlata la Lingua lombarda prevalentemente nella sua variante di dialetto bresciano.

Gonfalone civico

### Religione
La religione prevalente è quella cristiano cattolica. Da questo punto vista il comune è organizzato all'interno della diocesi di Brescia e le due frazioni sono dotati entrambi di una propria parrocchia: quella di San Lorenzo, per Remedello Sopra, e quella di San Donato, per Remedello Sotto. A partire dall'ottobre 2009, le due comunità sono gestite dallo stesso sacerdote. La parrocchia di San Lorenzo è inoltre sede della vicaria zonale.

## Cultura

### Musei
- Museo civico archeologico

## Economia
Il mercato si riunisce il mercoledì mattina a Remedello Sopra davanti al Municipio, in piazza Bonsignori.

## Infrastrutture e trasporti
I centri abitati sono serviti rispettivamente dalla stazione di Remedello Sopra e dalla fermata di Remedello Sotto, poste lungo la ferrovia Brescia-Parma sono servite da treni regionali eserciti da Trenord e cadenzati a frequenza oraria nell'ambito del contratto di servizio stipulato con la Regione Lombardia. Nel comune vi sono anche numerose fermate autobus servite da Saia e Apam.

## Amministrazione
| Periodo          | Periodo          | Primo cittadino        | Partito      | Carica           | Note                 |
| ---------------- | ---------------- | ---------------------- | ------------ | ---------------- | -------------------- |
| 4 giugno 1985    | 25 maggio 1990   | Rino Cavallari         | DC           | Sindaco          | [ 24 ]               |
| 25 maggio 1990   | 24 aprile 1995   | Luigi Pedrotti         | DC           | Sindaco          | [ 25 ]               |
| 24 aprile 1995   | 24 novembre 2003 | Mario Bonisoli Alquati | lista civica | Sindaco          | [ 26 ] [ 27 ] [ 28 ] |
| 24 novembre 2003 | 14 giugno 2004   | Carmelo Bellissima     |              | Commissario      | [ 29 ]               |
| 14 giugno 2004   | 8 giugno 2009    | Angelo Sbarbaro        | lista civica | Sindaco          | [ 30 ]               |
| 8 giugno 2009    | 10 marzo 2014    | Francesca Ceruti       | lista civica | Sindaco          | [ 31 ] [ 32 ]        |
| 10 marzo 2014    | 26 maggio 2014   | Antonio Naccari        |              | Commissario      | [ 33 ] [ 34 ]        |
| 26 maggio 2014   | 23 luglio 2018   | Francesca Ceruti       | lista civica | Sindaco          | [ 35 ]               |
| 23 luglio 2018   | 27 maggio 2019   | Elisa Galuppini        | lista civica | Vicensidaco f.f. |                      |
| 27 maggio 2019   | in carica        | Simone Ferrari         | Lega         | Sindaco          |                      |